# Добощівка
До́бощівка — село в Україні, у Яворівському районі Львівської області. Орган місцевого самоврядування — Мостиська міська громада.

## Історія
З 1991 року село в складі незалежної України.

## Населення
За даними перепису 2001 року населення села становило 28 осіб, з них 64,29 % зазначили рідною польську мову, а 35,71 % — українську.